# Damián Puebla
Damián Ariel Puebla (Córdoba, Argentina; 15 de septiembre de 2002) es un futbolista argentino. Juega de centrocampista y su equipo actual es el Instituto de Córdoba de la Primera División de Argentina.

## Trayectoria
Nacido en Córdoba, Puebla entró a las inferiores de Boca Juniors a los 16 años desde Racing de Córdoba.
Se fue libre de Boca Juniors en 2023, y firmó en el Instituto de Córdoba.
Se afianzó en el equipo titular a comienzos de la temporada 2024, donde anotó 4 goles en sus primeros seis partidos.

## Estadísticas

### Clubes
Actualizado hasta su último partido disputado el 27 de julio de 2025.
| Club                           | Div.          | Temporada     | Liga  | Liga  | Liga   | Copas nacionales | Copas nacionales | Copas nacionales | Torneos internacionales | Torneos internacionales | Torneos internacionales | Total | Total | Total  |
| Club                           | Div.          | Temporada     | Part. | Goles | Asist. | Part.            | Goles            | Asist.           | Part.                   | Goles                   | Asist.                  | Part. | Goles | Asist. |
| ------------------------------ | ------------- | ------------- | ----- | ----- | ------ | ---------------- | ---------------- | ---------------- | ----------------------- | ----------------------- | ----------------------- | ----- | ----- | ------ |
| Instituto de Córdoba Argentina | 1.ª           | 2023          | 1     | 0     | 0      | 1                | 0                | 0                | —                       | —                       | —                       | 2     | 0     | 0      |
| Instituto de Córdoba Argentina | 1.ª           | 2024          | 27    | 5     | 4      | 13               | 6                | 0                | —                       | —                       | —                       | 40    | 11    | 4      |
| Instituto de Córdoba Argentina | 1.ª           | 2025          | 19    | 1     | 0      | 2                | 0                | 0                | —                       | —                       | —                       | 21    | 1     | 0      |
| Instituto de Córdoba Argentina | Total club    | Total club    | 47    | 6     | 4      | 16               | 6                | 0                | 0                       | 0                       | 0                       | 63    | 12    | 4      |
| Total carrera                  | Total carrera | Total carrera | 47    | 6     | 4      | 16               | 6                | 0                | 0                       | 0                       | 0                       | 63    | 12    | 4      |
| 1.                             |               |               |       |       |        |                  |                  |                  |                         |                         |                         |       |       |        |